# Мифология ацтеков

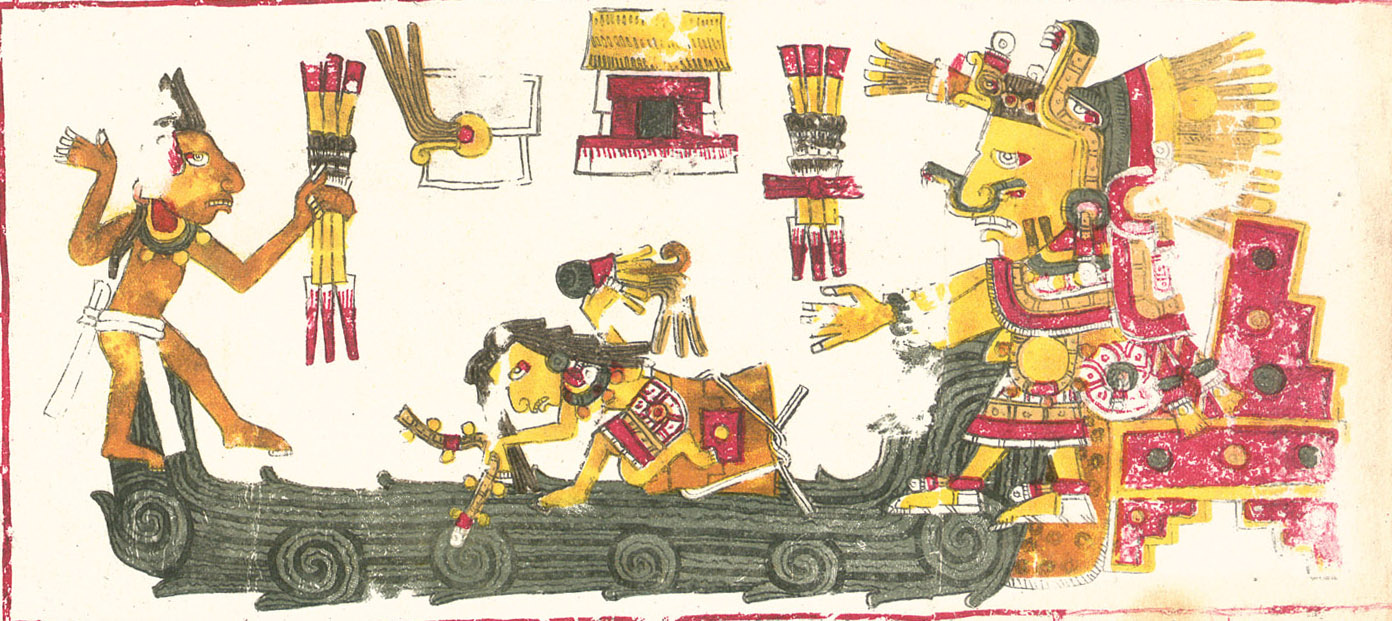
изображение богини Чальчиутликуэ

Ацтекская мифология — совокупность мифов цивилизации ацтеков в центральной Мексике. Ацтеки относятся к науатль-говорящим группам, проживающим в центральной Мексике, и большая часть их мифологии похожа на мифологию других Мезоамериканских культур.
Есть несколько различных версий о происхождении ацтеков. По одной легенде, различные группы людей, которые должны были стать ацтеками, пришли с севера в долину Анауак возле озера Тескоко. Назначение этой долины и озера вполне понятно — это сердце современного Мехико. В другом мифе — предки мешиков-ацтеков пришли с места на севере, которое называется Ацтлана, последние из семи nahuatlacas (науатль-язычные племена, от tlaca, «человек»), чтобы совершить путешествие на юг, отсюда и их название «Ацтек». Другие заявляют о своём происхождении из Чикомостока («места семи пещер»), или из Тамоанчана (легендарного источника всех цивилизаций).

## Зарождение мифологии
Согласно легенде, когда мешики прибыли в долину Анауак вокруг озера Тескоко, они были наименее цивилизованными из всех групп, но мешики-ацтеки решили учиться, и они взяли всё, что могли, от других людей, особенно от древних тольтеков (которых они, кажется, частично спутали с более древней цивилизации Теотиуакана). Для ацтеков тольтеки были создателями всех культур; слово «Toltecayotl» было синонимом культуры. Легенды ацтеков отождествляют тольтеков и культ Кетцалькоатля с легендарным городом Толлан, который они также отождествляли с более древним Теотиуаканом.
По причине того, что Ацтеки сочетают в себе несколько традиций с их собственными более ранними традициями, у них было несколько мифов о сотворении. Один из них описывает четыре великих века, предшествующие нынешнему миру, каждый из которых закончился катастрофой, и «были названы в честь силы или божественного элемента, который жестоко покончил с каждым из них». Коатликуэ была матерью сыновьям Сенцонуицнауа («Четыреста южан») и дочери Койольшауки. Она нашла мяч, наполненный перьями, и положила его за пояс, когда забеременела от Уицилопочтли. Её остальные дети стали с подозрением относиться к отцу и поклялись убить свою мать. Преследуемая своими детьми она родила на горе Уицилопочтли, но новорождённый Уицилопочтли победил большинство своих братьев, которые обратились в звёзды. Он также убил свою сводную сестру Койольшауки, разорвав ей сердце с помощью Шиукоатля (синей змеи), и сбросил её тело вниз с горы. Подражая ему, ацтеки разрывали сердца их жертв и сбрасывали их тела вниз с храма.
Наш век (nahui-Ollin), пятый век или пятое создание, начался в древнем городе Теотиуакан. Согласно мифу, все боги собрались, чтобы пожертвовать собой и создать новый век. Хотя мир и солнце уже были созданы, привести время и солнце в движение, начать новую историю можно только принеся себя в жертву. Самый красивый и сильный из богов Тексистекатль должен был принести себя в жертву, но когда пришло время сделать это, он не смог прыгнуть в огонь. Вместо этого самый маленький и самый скромный из богов Нанахуатль принёс себя в жертву первым, прыгнув в пламя. Тем самым он привёл время и солнце в движение, начал историю. Униженный жертвой Нанахуатля Тексистекатль тоже прыгнул в огонь и стал луной.

## Пантеон ацтекских богов по части мира, которой они управляют
| - Шипе-Тотек — бог силы, владыка сезонов и возрождения, правитель Востока, - Тонакатекутли — бог пропитания, ассоциируется с Ометекутли, - Тонакасиуатль — богиня пропитания, ассоциируется с Омесиуатль, - Тлальтекутли — старый бог земли, - Шилонен — богиня сельского хозяйства, - Центеотль — бог кукурузы. - Тескатлипока — бог провидения, темноты и незримого, владыка ночи, правитель Севера. - Шипе-Тотек — бог силы, владыка сезонов и возрождения, правитель Востока. - Кецалькоатль — бог жизни, света и мудрости, повелитель ветров, правитель Запада. - Уицилопочтли — бог войны, солнца и огня, правитель Юга. - Шолотль — бог смерти, вечерней звезды, и двойник Кецалькоатля. - Эекатль — бог ветра - Тлалок — бог дождя - Койольшауки — богиня Луны - Мецтли — бог Луны - Тонатиу — бог солнца - Сенцонмимишкоа — 400 богов северных звезд - Сенцонуицнауа — 400 богов южных звезд - Тлауицкальпантекутли — бог утренней звезды (Венера) - Тлальтекутли — бог земли - Тлальтекутли — бог земли - Чальчиутликуэ — богиня воды, озёр, рек, морей, ручьев, горизонтальных вод, штормов и крещения - Тонатиу — бог Солнца - Тласолтеотль — богиня похоти, сексуальных проступков - Миктлантекутли — бог подземного мира - Центеотль — бог кукурузы - Тлалок — бог дождя - Кецалькоатль — бог жизни, света и мудрости, повелитель ветров и на следующий день, правитель Запада. - Тецкатлипока — бог провидения, темнота и невидимый, владыка ночи, правитель Севера. - Тлауицкальпантекутли — бог рассвета - Ситлаликуэ — богиня звёзд женского пола (Млечный Путь) - Шиутекутли — бог огня, дня, тепла и вулканов | - Тескатлипока — бог провидения, темноты и незримого, владыка ночи, правитель Севера. - Пильцинтекутли — бог видений, связанных с Меркурием (планетой, которая видна непосредственно перед восходом или закатом) и исцеления. - Центеотль — бог кукурузы. - Миктлантекутли — бог подземного мира. - Чальчиутликуэ — богиня воды, озёр, рек, морей, ручьёв, потоков, штормов и крещения. - Тласолтеотль — богиня похоти, сексуальной распущенности. - Тепейоллотль — бог животных, пещер, эха и землетрясений. Вариант Тецкатлипоки, ассоциирующегося с горами. - Тлалок — бог дождя, молнии и грома, а также плодородия. - Шиутекутли — бог огня, дня, тепла и вулканов - Чантико — богиня топки и вулканов. - Шолотль — бог смерти, вечерней звезды, двойник Кецалькоатля. - Тлалок — бог дождя, молнии и грома, а также плодородия. - Чальчиутликуэ — богиня воды, озёр, рек, морей, ручьев, горизонтальных вод, штормов и крещения. - Уиштосиуатль — богиня соли - Опочтли — бог рыбалки и ловли птиц, кто изобрёл гарпун и сеть. - Коатликуэ — богиня плодородия, жизни, смерти и возрождения. - Чимальма — богиня плодородия, жизни, смерти и возрождения. - Шотличикуэ — богиня плодородия, жизни, смерти и возрождения. - Ицпапалотль— обсидиановая бабочка, повелительница Цицимитль - Тоси — богиня здоровья - Миктлантекутли — бог мёртвых, правитель подземного царства - Миктлансиуатль — богиня мёртвых, правитель подземного царства - Шолотль — бог смерти, вечерней звезды, и двойник Кецалькоатля |

## Пантеон ацтекских богов по алфавиту

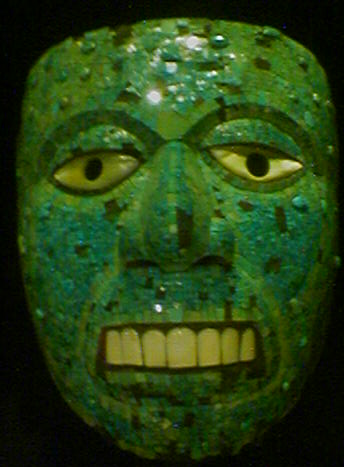
Ритуальная маска Шиутекутли (ок. 1500). На щеках стилизованное изображение бабочки более тёмного цвета. Коллекция Британского музея.

### А
- Айаутеотль (аст. Ayauhtéotl) — богиня инея и тумана, наблюдаемых только ночью или рано утром. Ассоциируется с тщеславием и знаменитостью.
- Аколмистли (аст. Acolmiztli) — ацтекский бог Миктлана, подземного мира. Другое имя Аколнауакатль.
- Аколнауакатль (аст. Acolnahuacatl) — бог подземного мира, синоним Аколмистли
- Акуэкукиотисиуати (аст. Acuecucyoticihuati) — богиня океана, проточной воды и рек. Ипостась богини Чальчиутликуэ.
- Амимитль (аст. Amimitl) — бог озёр и рыбаков.
- Атлакамани (аст. Atlacamani) — богиня штормов, берущих начало в океане.
- Атлакойя (аст. Atlacoya) — богиня засухи.
- Атлатонин (аст. Atlatonin) — одно из имён ацтекской богини-матери.
- Атлауа (аст. Atlaua) — «Владыка вод», могущественный бог воды. Ассоциируется со стрелой (атлатль). Также является богом-покровителем рыбаков.
- Атль (аст. Atl) — ацтекский бог воды.
- Ацтлан (Астлан; аст. Aztlan) — «Страна цапель», мифическая прародина ацтеков. В сказаниях описывается как остров посреди большого озера. Первоначально ацтеки, как и другие народы науа, считали своей прародиной Чикомосток — страну, находившуюся где-то на северо-западе от долины Мехико. Миф об Астлане возник после образования у ацтеков собственного государства.

### В
- Вицлипуцли (Уицилопочтли) — бог войны.

### И
- Иламатекутли (аст. Ilamatecuhtli) — «Старая владычица», в мифологии ацтеков богиня, связанная с культом земли и маиса, первая жена Мишкоатля, одна из ипостасей богини земли и деторождения Сиуакоатль.
- Ицлаколиуке (аст. Itzlacoliuhque) — бог обсидианового ножа, одно из воплощений Тескатлипоки
- Ицли (аст. Itzli) — бог каменного ножа и жертвоприношений.
- Ицпапалотль (аст. Itzpapalotl) — «Обсидиановая бабочка», богиня судьбы, связанная с культом растений. Первоначально была одним из божеств охоты у чичимеков. Изображалась в виде бабочки с крыльями, утыканными по краям обсидиановыми лезвиями, или в виде женщины с когтями ягуара на руках и ногах. Была убита Мишкоатлем.
- Ишкуина (аст. Ixcuina) — «Пожирательница грязи»; богиня похоти, покровительница проституток и изменяющих супругов, одна из ипостасей Тласолтеотль.
- Иштлильтон (аст. Ixtlilton) — «Чёрное личико», богиня медицины, здоровья и исцеления, а также празднеств и игр. Ей совершались жертвоприношения, когда ребёнок начинал говорить; больных детей лечили водой из кувшинов, стоявших перед статуей Иштлильтон.

### К
- Камаштли (аст. Camaxtli) — бог войны, охоты и судьбы. Творец огня. Один из четырёх богов, создавших мир. Является также племенным богом чичимеков.
- Кетцалькоатль, (Тлауицкальпантеку(х)тли, Ээкатль, Се Акатль Топильцин Кецалькоатль) (аст. Quetzalcóatl (Tlahuizcalpantecuhtli, Ehecatl, Ce Ácatl Topiltzin Quetzalcóatl))бог покровитель наук, искусства, именно он научил племена земледелию, играм, песням и танцам. Кецалькоатль — Пернатый змей (украшенный зелёными перьями птицы кецаль). Призывал отказаться от человеческих жертв, вести размеренный и праведный образ жизни. По одной из легенд был прибит морем к берегу, привязанным к доскам или брёвнам, был внешне не похож на местное население: светлокож, с красными волосами (возможно русыми, рыжими). Противники Кецалькоатля зло надругались над ним — напоили до беспамятства. Не помня, что он делает, он провел ночь с собственной сестрой, а утром, увидев, что натворил, ушел за море, но обещал вернуться и устроить суд, воздав каждому по делам его. Он даже называл дату возвращения. Его образ часто ассоциируют с Иисусом. А приехавших в Мексику конкистадоров приняли сперва за его предвестников.
- Коатликуэ (аст. Coatlicue) — «Она в платье из змей»; также Коатлантонан, «Наша змеиная мать». Иногда отождествляется с Тетеоиннан («Матерью богов»), богинями Тоси и Сиуакоатль. В мифологии ацтеков богиня земли и огня. В ней одновременно заключено начало и конец жизни.
- Койольшауки (аст. Coyolxauhqui) — «Золотые колокольчики». Богиня Луны, сестра Сенцонуицнауа, убита Уицилопочтли.
- Кочиметль (аст. Cochimetl) — бог коммерции, покровитель торговцев, купцов.

### М
- Майауаль (аст. Mayáhuel (Mayahual, Mayóuel)) — первоначально одна из богинь плодородия, даровавшая людям алкогольный напиток октли.
- Макуильшочитль (аст. Macuilxochitl) — другое имя бога Шочипилли.
- Малинальшочи (аст. Malinalxochi) — в мифологии ацтеков сестра Уицилопочтли; волшебница, имеющая власть над скорпионами, змеями и другими жалящими и кусающими обитателями пустынь.
- Метчтли (аст. Metztli (Metztli, Tecuciztécatl, Tecciztecatl)) — «Луна», ацтекское божество луны, ночи и земледельцев, покровитель урожая, иногда отождествляемый с Тескатлипокой, а также с богом Тексистекатлем и с богинями Луны Койольшауки и Йоуалтиситль.
- Мештли (аст. Mextli) — ацтекский бог войны и штормов, часто ассоциируемый с Уицилопочтли, либо с богами Мекстли-Тексистекатлем и Мишкоатлем.
- Миктлансиуатль (аст. Mictlancihuatl) — супруга Миктлантекутли, которая правила вместе с ним в девятой преисподней Миктлана.
- Миктлантекутли (Миктлантекухтли, Миктланциуатль (аст. Mictecacíhuatl (Mictlancíhuatl)) — «Владыка Миктлана». В мифологии ацтеков владыка загробного (подземного) мира Миктлан.
- Мишкоатль (аст. Mixcóatl) — «Облачный Змей», или Истак Мишкоатль «Белый облачный змей», божество Млечного Пути, звёзд, особенно Полярной звезды, персонификацией которой он являлся, и туч.

### Н
- Нанауацин (аст. Nanauatzin) — ацтекский бог, который в начале Пятой эпохи мира бросился в огонь, став Солнцем.

См. также Тонатиу.

### О
- Омакатль (аст. Omacatl) — «две тростинки», бог праздников и веселья.
- Омесиуатль (аст.  Omecihuatl) — богиня пропитания, ассоциируется с Тонакасиуатль.
- Ометекутли (аст.  Ometecuhtli) — бог пропитания, ассоциируется с Тонакатекутли.
- Ометеотль (аст.  Ometéotl)- Владыка двойственности. Иногда его изображали с двумя лицами — юноши и черепа (жизнь и смерть, молодость и старость).
- Опочтли (аст.  Opochtli) — бог-покровитель охоты.

### П
- Пайналь (аст.  Paynal — «Торопливый») — посланник Уицилопочтли, который выполнял его обязанности, пока Уицилопочтли находился в загробном царстве.
- Патекатль (аст.  Patecatl) — бог-покровитель медицины.

### С
- Сентеотль (аст. Centéotl, Cinteotl, Centeocihuatl) — божество кукурузы.
- Сенцон Мимишкоа (аст. Centzon Mimixcoa) — 400 богов северных звёзд.
- Сенцон Тоточтин (аст. Centzon Totochtin) — 400 богов распутства и пьянства.
- Сенцон Уицнауа (Сенцонуицнауа, аст. Centzon Huitznáhuac) — 400 богов южных звёзд.
- Сипактли (аст. Cipactli) — морское чудовище, полурыба-полукрокодил, супруг Тлальтекутли.
- Ситлалатонак (аст. Citlalatonac) — бог-творец, ипостась Тонакатекутли.
- Ситлаликуэ (аст. Citlalicue ) — богиня-созидательница, воплощение Млечного Пути, супруга Ситлалатонак.
- Сиуакоатль (аст. Cihuacoatl) или Сиукоатль (аст. Ciucoatl) — богиня деторождения и войны, отождествляется с Коатликуэ.

### Т
- Тексистекатль (аст. Tecciztecatl) — мужская ипостась божества Луны.
- Теночтитлан (аст. Tenochtitlan) — не бог, а город, столица ацтекской империи. Его жители — теночки. Место основания города по легенде было указано ацтекам после многолетних скитаний. Сидящий на кактусе орел со змеёй в лапах — именно такой знак искали теночки для того, чтобы осесть и основать город. Этот знак ныне на гербе Мексики. Находится в границах нынешнего Мехико.
- Теотиуакан — «Место превращения в бога»; один из самых древних городов, существовал ещё до тольтеков.
- Теояомкуи (аст. Teoyaomqui) — бог-покровитель мёртвых воинов.
- Тепейоллотль (аст. Tepeyollotl) — бог гор, пещер и землетрясений.
- Тескатлипока (аст. Tezcatlipoca (Omácatl, Titlacauan))- «Дымящееся зеркало», один из верховных богов, антипод Кетцалькоатля.
- Тетеоиннан (аст. Teteoinnan) — одна из ипостасей богини-матери Тоси или Тласолтеотль.
- Тлальтекутли (аст. Tlaltecuhtli) — «Владыка земли», чудовище, олицетворяющее землю.
- Тлалок (аст. Tláloc (Nuhualpilli)), Тлалок-Науак, в мифологии ацтеков бог дождя. Он же Тлоке Науаке (см. ниже)
- Тласолтеотль (аст. Tlazoltéotl (Tlaelquani, Tlazolteotli, исп. Devoradora de la Mugre) — «Пожирательница грязи», очищающая от недозволенных страстей, покровительница проституток и изменяющих супругов.
- Тлауискальпантекутли (Тлауицкальпантеку(х)тли) см. Кецалькоатль
- Тлоке Науаке (аст. Tloquenahuaque) — бог дождя. Его символизировали дождевые струи (дожди были редкими и очень желанными) и верёвки.
- Тонакасиуатль (аст. Tonacacihuatl)
- Тонакатекутли (аст. Tonacatecuhtli) — «Владыка нашего существования», верховный бог-творец, супруг Тонакасиуатль.
- Тонанцин (аст. Tonantzin) — «Наша мать», ипостась Сиуакоатль.
- Тонатиу (аст. Tonatiuh) — бог Солнца и неба, покровитель воинов, управляет нынешней 5-й эпохой.
- Тоси (аст. Toci) — «Наша бабушка», богиня-мать, богиня земли и исцеления.

### У
- Уицилопочтли (аст. Huitzilopochtli (Mextli, Mexitl, Uitzilopochtli)) — «Колибри юга», бог Солнца и войны.
- Уиштосиуатль (аст. Huixtocihuatl) — богиня соли и солёной воды.
- Уэуэтеотль (аст. Huehuetéotl (Ueueteotl, Xiuhtecuhtli, Xiutechuhtli)) — «Очень старый бог», ипостась Шиутекутли, бог огня.
- Уэуэкойотль (аст. Huehuecóyotl (Ueuecoyotl)) — «Очень старый койот», бог веселья, музыки, танцев, ипостась Шочипилли, пламенный бог народа отоми.

### Ч
- Чальмекатль (аст. Chalmecatl) — один из богов Миктлана; божество Севера.
- Чальчиутлатональ (аст. Chalchiuhtlatonal) — бог воды.
- Чальчиутотолин (аст. Chalchiuhtotolin)
- Чальчиутликуэ (аст. Chalchitlicue) — «Она в одежде из нефрита», богиня пресной воды, супруга Тлалока, мать Сенцон Мимишкоа
- Чантико (аст. Chantico) — богиня домашнего очага, супруга Шиутекутли.
- Чикомекоатль (Чальчихуатль, Чикомекатль, Ксилонен) (аст. Chicomecóatl) — ипостась Шилонен.
- Чикомешочтли (аст. Chicomexochtli) — бог-покровитель художников.
- Чиконауи (аст. Chiconahui) — богиня домашнего очага, хранительница семей.
- Чиконауиэекатль (аст. Chiconahuiehecatl) — один из малозначимых богов-творцов.

### Ш
- Шилонен (аст. Xilonen) — богиня кукурузы (двойник Сентеотля), домашнего очага.
- Шипе-Тотек (наш господин ободранный) (исп. Xipe Tótec Nuestro Señor Desollado) — божество времён года.
- Шиукоатль (аст. Xiuhcoatl)
- Шиутекутли (аст. Xiuhtecuhtli) — «Владыка года», бог огня, властелин вулканов.
- Шокотль (аст. Xócotl)
- Шолотль (аст. Xolotl)
- Шочикецаль (аст. Xochiquetzal) — богиня цветов.
- Шочипилли (аст. Xochipilli) — Бог Цветов Шочипилли, «божество-покровитель священных галлюциногенных растений» и «цветистых снов». «Xochi» или «xochitl» на языке науатль означает «цветок», в то время как «pilli» означает «принц» или «ребенок». Шочипилли — принц цветов, любви, игр, красоты, песен и танцев. Шочипилли — бог изменённого состояния сознания, вызванного цветком, но он же — бог изменённого состояния сознания, вызванного песней. Шочитль (цветок) порождает куикатль (песня), и наоборот.

### Э
- Эекатль (Ээкатль) (аст. Ehecatl) — бог ветра, считался ипостасью Кетцалькоатля, правил Второй эпохой.

### Я
- Якатекутли (аст. Yacatecuhtli) — бог-покровитель путешественников.

## Мудрецы и культурные герои
- тламатини, тламатиниме
- Несауалькойотль (аст. Nezahualcóyotl)